# Утка (приток Невы)
У́тка — река на юго-востоке Санкт-Петербурга, правый приток Невы, впадает в неё в районе ТЭЦ-5.

## Название
Первоначальное название реки Сорсайоки (фин. Sоrsajoki – утиная речка) возникло до основания Петербурга.
Современное наименование появилось в XIX веке. Представляет собой вариант перевода финского названия.
Существует легенда о происхождении названия речки от фамилии заводчика Уткина.

## Географические сведения
Вытекает из болот к юго-западу от Колтушских высот (Всеволожский район Ленобласти). Длина реки — 6,2 км (в черте СПб — менее 2 км), площадь водосборного бассейна — 12,7 км², ширина в низовьях до 20 м. Верховья мелиорированы. В средней части земляная перемычка длиной 50 м создаёт пруд, из которого вода направляется на юг, в сторону деревни Новосаратовка.

## Достопримечательности
- Русановский мост (в створе Октябрьской набережной)
- ТЭЦ-5
- ЖК «Ласточкино гнездо»
- Памятник погибшим во время блокады Ленинграда.